# Antoni Laporta i Astort
Antoni Laporta i Astort (Barcelona, 6 de juliol de 1885 - Barcelona, 24 de juliol de 1957) fou un pianista i compositor.

## Biografia
Antoni Laporta va néixer al carrer Sant Andreu de Barcelona, fill d'Ildefons Laporta i Cerdà i de Maria Astort i Pijoans, ambdós naturals de Barcelona. El seu germà fou el pintor Ramon Laporta i Astort.
Va estudiar a l'Escola Municipal de Música de Barcelona i posteriorment fou deixeble d'Arthur De Greef a Bèlgica. Va crear ballets, cicles de cançons i un scherzo per a dos pianos. Els concerts celebrats al domicili particular (proper al Mercat de Santa Caterina, al Barri Gòtic) eren el millor complement a la seva tasca pedagògica. Durant la Segona República va ser professor titular del col·legi Collaso i Gil, als infants del qual va ensenyar diversos poemes musicats per ell com Ginesta! poema de Joan Maragall.
El juliol del 1949 es va casar amb Maria Franzi i Bordoy.